# Emília Lépida (esposa de Marco Júnio Silano Torquato)
Emília Lépida (n. 5 a.C.) foi uma matrona e nobre romana. Era a filha mais velha de Júlia, a Jovem (a primeira neta do imperador Augusto) e do cônsul Lúcio Emílio Paulo. Seu pai era de uma ilustre e antiga família patrícia da gente Emília. Ela foi a primeira bisneta de Augusto e era prima de Marco Emílio Lépido (6-39), que foi casado com a irmã favorita de Calígula, Drusila e que foi executado no reinado de Calígula.
Em sua juventude, Lépida foi prometida em casamento para Cláudio, mas seus pais caíram em desgraça com Augusto e o imperador rompeu o noivado. Em 8, sua mãe Júlia, foi exilada por adultério exatamente como a mãe dela havia sido exilada antes. Seu pai, Lúcio foi executado em 14 por participar de uma conspiração contra Augusto.
A data de sua morte não é conhecida.

## Família
Por volta de 13, Lépida se casou com Marco Júnio Silano Torquato, cônsul em 19, da gente Júnia. Todos os filhos do casal sofreram por causa de sua relação (distante) com a família imperial:
- Marco Júnio Silano Torquato, cônsul em 46, foi executado em 54 para assegurar a sucessão de Nero e para evitar que ele vingasse a morte de seu irmão Lúcio (abaixo).
- Júnia Calvina, casada com Lúcio Vitélio, um irmão do futuro imperador Vitélio. Acusada de incesto com Lúcio, foi exilada por Cláudio. Dez anos depois foi reconvocada a Roma por Nero. Morreu depois de 79.
- Décimo Júnio Silano Torquato, cônsul em 53, foi forçado a cometer suicídio em 64 por Nero depois de ser acusado de se gabar de sua descendência de Augusto.
- Lúcio Júnio Silano Torquato, pretor em 48 e noivo de Otávia, filha de Cláudio. Agripina espalhou um rumor de que ele teria cometido incesto com Júnia, o que fez com que ele fosse expulso do Senado. Lúcio se matou no dia do casamento de Cláudio com Agripina em 49.
- Júnia Lépida, casada com Caio Cássio Longino. Criou o filho de seu irmão Marcos, Lúcio (50-66), depois que ele foi executado.[4]
- Júnia Silana, amiga e depois adversária de Agripina, mãe de Nero. Morreu no exílio em 59.